# Jean de Mareuil
Pour les articles homonymes, voir Jean Ier.
Jean Ier de Mareuil, est le 50e évêque d'Uzès, son épiscopat dure de 1463 à 1483. Il était originaire de l'Aunis.

## Chronologie
| 1463. | Il est transféré le 4 octobre du siège de Bayonne à celui d'Uzès. |
| 1472. | Il obtient du pape Sixte IV, le titre d'abbé de Saint-Gilles.     |
| 1483. | Il meurt en août.                                                 |